# Atomes crochus
Pour le livre, voir David S. Khara#Atomes crochus.
Pour les articles homonymes, voir Atomes.
 (août 2024).
Si vous disposez d'ouvrages ou d'articles de référence ou si vous connaissez des sites web de qualité traitant du thème abordé ici, merci de compléter l'article en donnant les références utiles à sa vérifiabilité et en les liant à la section « Notes et références ».
Atomes crochus est un jeu télévisé animé par Alexandre Barrette  diffusé à V dans le 5 à 7 en famille. Cette émission de télévision a été créée en mars 2010, et diffusée jusqu’en avril 2016.
C'est la version québécoise de l'émission Match Game, créée en 1962 et diffusée aux États-Unis jusqu'en 1999, avant d'être rééditée en 2016, puis diffusée au Canada, sur la chaîne CTV.

## Synopsis
Alexandre Barrette anime Atomes crochus, un jeu hilarant de 30 minutes dans lequel deux participants du public, jumelés à un panel de six vedettes, comblent avec un mot un « trou » laissé dans une phrase loufoque énoncée par l’animateur. Chaque jour, le concurrent qui se rend au jeu final court la chance de repartir avec une somme pouvant aller jusqu’à 5 000 $, s’il réussit à jouer en parfaite symbiose avec la vedette de son choix. Avec des panélistes réguliers de la trempe d’Alex Perron, Tammy Verge, Stéphane Fallu, Billy Tellier, Édith Cochrane, Jean-François Baril et plusieurs autres, Atomes crochus accorde une place de choix à l’humour et à la complicité.

## Panélistes
- Jennifer Abel
- Jean-Michel Anctil
- Giovanni Apollo
- Guyaume Arsenault
- France D'Amour
- Normand D'Amour
- Jean-François Baril
- Émily Bégin
- Réal Béland
- Patrice Bélanger
- Stéphane Bellavance
- François Bellefeuille
- Michel Bergeron
- David Bernard
- Emmanuel Bilodeau
- Valérie Blais
- Brigitte Boisjoli
- Matthieu Bonin
- Réal Bossé
- Denis Bouchard
- Jean-Carl Boucher
- Sylvie Boucher
- Jeff Boudreault
- Josée Boudreault
- Étienne Boulay
- Sophie Bourgeois
- Marilyse Bourke
- Pierre Brassard
- Jean-François Breau
- Geneviève Brouillette
- Isabelle Brouillette
- Annie Brocoli
- Catherine Brunet
- Camille Carmel-Ouellet
- Julie Caron
- Sophie Caron
- Anne Casabonne
- France Castel
- Louis Champagne
- Michel Charette
- Natalie Choquette
- Édith Cochrane
- Patrice Coquereau
- Korine Coté
- Yves Corbeil
- Stéphane Crête
- Étienne Dano
- Christian Bégin
- Louise Deschâtelets
- Josee Deschenes
- Yves Desgagnés
- David Desharnais
- William Deslauriers
- Alexandre Despatie
- Mireille Deyglun
- Claudette Dion
- Marie-Soleil Dion
- Olivier Dion
- Martin Drainville
- Paul Doucet
- Hugo Dubé
- Sébastien Dubé
- André Ducharme
- Alain Dumas
- Caroline Dumas
- Varda Étienne
- Stéphane Fallu
- Sophie Faucher
- Anaïs Favron
- Camille Felton
- Chantal Fontaine
- Ben Gagnon
- Benoît Gagnon
- Geneviève Gagnon
- Marc Gagnon
- Cathy Gauthier
- Bianca Gervais
- MC Gilles
- Michel Girouard
- Mathieu Gratton
- Raphaël Grenier-Benoît
- Guylaine Guay
- Charles Hamelin
- Pierre Hébert
- Marc Hervieux
- Germain Houde
- Benoit Huot
- Marie-Ève Janvier
- Guy Jodoin
- Gabriel Joncas
- Martin Juneau
- Eddy King
- Sarah-Jeanne Labrosse
- Brigitte Lafleur
- Mado Lamotte
- Bruno Landry
- Patrick Langlois
- Serge Laprade
- Philippe Laprise
- Sylvain Larocque
- Diane Lavallée
- Josée Lavigueur
- Pierre-François Legendre
- Guillaume Lemay-Thivierge
- Anick Lemay
- Patrice Lemieux (alias Daniel Savoie)
- Vincent Léonard
- Kim Lévesque-Lizotte
- Pierre-Yves Lord
- Chantal Machabée
- Nathalie Mallette
- Pierre Marcotte
- Maxim Martin
- François Massicotte
- Mélanie Maynard
- Isabelle Ménard
- Julie Ménard
- Jean-François Mercier
- Pascale Montpetit
- Herby Moreau
- Maripier Morin
- Pascal Morrisette
- Patrick Norman
- Danielle Ouimet
- Jean Pagé
- Mahée Paiement
- Dominic Paquet
- Laurent Paquin
- Patricia Paquin
- Rémi-Pierre Paquin
- Yves Pelletier
- Alex Pépin
- Alex Perron
- Marie-Chantal Perron
- Camille Piche-Jette
- Frédéric Pierre
- Marie-Lise Pilote
- Jean-François Plante
- Pierre-Luc Pomerleau
- Sylvie Potvin
- Sophie Prégent
- Claudine Prévost
- Marie-Élaine Proulx
- Francis Reddy
- André Robitaille
- Geneviève Rochette
- Cathleen Rouleau
- Éric Salvail
- Marie-Claude Savard
- Joey Scarpellino
- Geneviève Schmidt
- Mathieu Séguin
- Dominic Sillon
- Valérie Simard
- Marianne St-Gelais
- Julie St-Pierre
- Carmen Sylvestre
- Marie-Josée Taillefer
- Maxime Talbot
- Billy Tellier
- Shirley Théroux
- Marie-Hélène Thibault
- Saskia Thuot
- Catherine-Anne Toupin
- Marie-Chantal Toupin
- Richard Turcotte
- Sonia Vachon
- Rosalie Vaillancourt
- Yann Vallières
- Karine Vanasse
- Tammy Verge
- Marianne Verville
- Antoine Vézina
- Isabelle Vincent
- Andrée Watters
- Mariloup Wolfe
- Justiciers masqués